# Toad the Wet Sprocket (US-amerikanische Band)
Toad the Wet Sprocket ist eine 1986 in Santa Barbara (Kalifornien) gegründete US-amerikanische Alternative-Rock-Gruppe. Gründungsmitglieder waren Sänger Glen Phillips, Gitarrist Todd Nichols, Bassist Dean Dinning und Schlagzeuger Randy Guss.

## Karriere
Die Band hatte ihre kommerziell erfolgreichste Zeit zwischen 1991 und 1998 mit 4 Alben, einer Kompilation und vier Singles in den US-Top-100-Charts, zwei Singles in den deutschen und einer in den UK-Charts. Sie trennte sich 1998.
2002/03 und 2006 fanden in alter Besetzung wieder Touren durch die USA statt. Im Dezember 2010 verkündete die Band ihre Wiedervereinigung und veröffentlichte im April 2011 das Album „All You Want“ mit Neuaufnahmen von insgesamt elf früheren Songs. 2020 verließ Schlagzeuger Randy Guss die Band und wurde durch Josh Daubin, der schon gelegentlich zuvor bei Touren aushalf, ersetzt.
Daubin wird allerdings bislang auf der Homepage der Band nicht erwähnt und ist auf Bandfotos nicht zu sehen.
Im August 2021 wurde mit „Starting Now“ das erste Album seit 2013 veröffentlicht und im September eine US-Tour gestartet.
Ihr gitarrenlastiger Sound ist melodiös und häufig von zweistimmigem Gesang begleitet.
Der ungewöhnliche Bandname (wörtlich: „Kröte, der nasse Zahnkranz“) stammt aus einem Monty-Python-Sketch. Die Band hatte einen Auftritt, aber noch keinen Namen und wählte ihn ursprünglich als Übergangslösung.

## Diskografie

### Studioalben
| Jahr | Titel             | Höchstplatzierung, Gesamtwochen, AuszeichnungChartsChartplatzierungen (Jahr, Titel, Platzierungen, Wochen, Auszeichnungen, Anmerkungen) | Anmerkungen                                        |
| Jahr | Titel             | US | Anmerkungen                                        |
| ---- | ----------------- | --- | -------------------------------------------------- |
| 1988 | Bread & Circus    | — | Erstveröffentlichung: 1988                         |
| 1990 | Pale              | — | Erstveröffentlichung: 16. Januar 1990              |
| 1991 | Fear              | US49 Platin · (46 Wo.)US | Erstveröffentlichung: 27. August 1991              |
| 1994 | Dulcinea          | US34 Platin · (42 Wo.)US | Erstveröffentlichung: 24. Mai 1994                 |
| 1995 | In Light Syrup    | US37 Gold · (15 Wo.)US | Erstveröffentlichung: 31. Oktober 1995 Kompilation |
| 1997 | Coil              | US19 (12 Wo.)US | Erstveröffentlichung: 20. Mai 1997                 |
| 2013 | New Constellation | US97 (1 Wo.)US | Erstveröffentlichung: 15. Oktober 2013             |
| 2021 | Starting Now      | — | Erstveröffentlichung: 27. August 2021              |

### EPs
- 1992: Five Live (live EP)
- 1994: Acoustic Dance Party
- 2012: Five Live 2 (live EP)
- 2013: Live in the West (live EP)
- 2013: In the Round at Revolver
- 2015: Architect of the Ruin

Weitere Veröffentlichungen
- 1992: Seven Songs Seldom Seen (VHS-Video)
- 1999: P.S. (A Toad Retrospective)
- 2004: Welcome Home: Live At The Arlington Theatre, Santa Barbara 1992
- 2011: All You Want: Re-Recorded Greatest Hits (25th Anniversary)